# Трайпу
Трайпу (порт. Traipu) — муниципалитет в Бразилии, входит в штат Алагоас. Составная часть мезорегиона Сельскохозяйственный район штата Алагоас. Входит в экономико-статистический микрорегион Трайпу. Население составляет 23 915 человек на 2005 год. Занимает площадь 698 км². Плотность населения — 33,4 чел./км².
Праздник города — 16 мая.

## История
Город основан в 1892 году.

## Статистика
- Валовой внутренний продукт на 2004 год составляет 41 508 реалов (данные: Бразильский институт географии и статистики).
- Валовой внутренний продукт на душу населения на 2004 год составляет 1736 реалов (данные: Бразильский институт географии и статистики).
- Индекс развития человеческого потенциала на 2000 год составляет 0,479 (данные: Программа развития ООН).

## Галерея

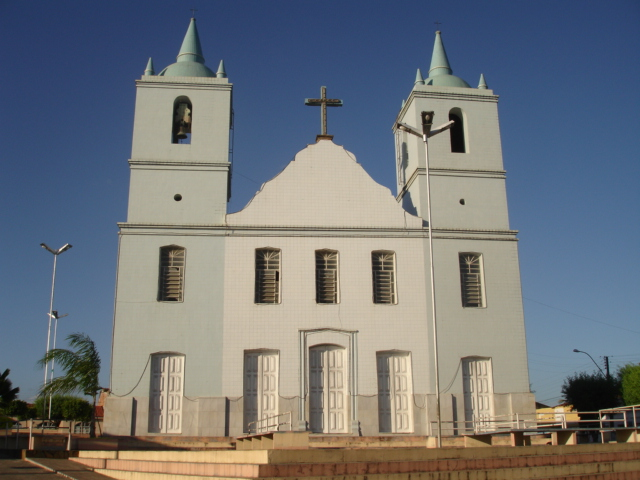
Собор
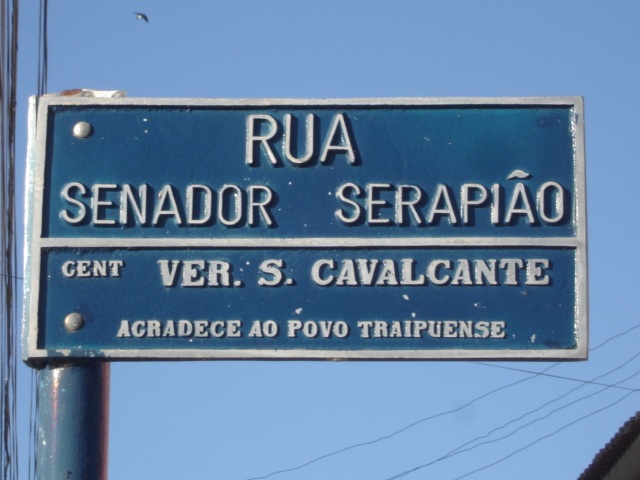
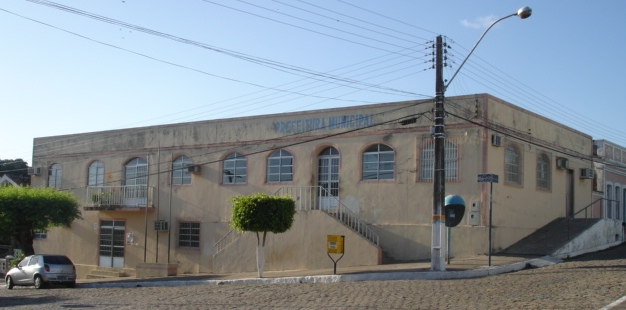
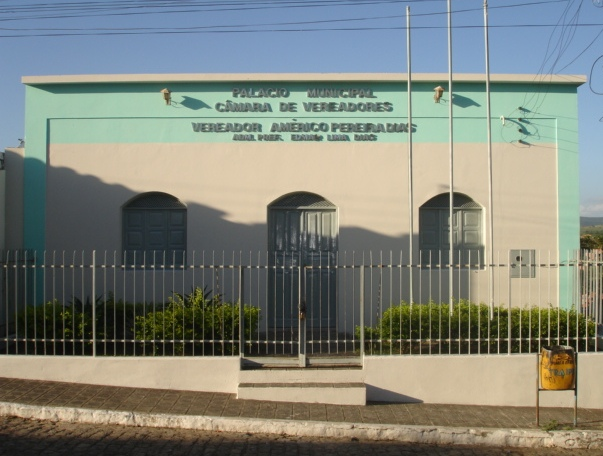